# Liste der Kulturgüter in Cugnasco-Gerra
Die Liste der Kulturgüter in Cugnasco-Gerra enthält alle Objekte in der Gemeinde Cugnasco-Gerra im Kanton Tessin, die gemäss der Haager Konvention zum Schutz von Kulturgut bei bewaffneten Konflikten, dem Bundesgesetz vom 20. Juni 2014 über den Schutz der Kulturgüter bei bewaffneten Konflikten sowie der Verordnung vom 29. Oktober 2014 über den Schutz der Kulturgüter bei bewaffneten Konflikten unter Schutz stehen.
Objekte der Kategorien A und B sind vollständig in der Liste enthalten, Objekte der Kategorie C fehlen zurzeit (Stand: 1. Januar 2023).

## Kulturgüter
| Foto |                                                                                   | Objekt                                                                                  | Kat. | Typ | Standort                               | Beschreibung |
| ---- | --------------------------------------------------------------------------------- | --------------------------------------------------------------------------------------- | ---- | --- | -------------------------------------- | ------------ |
| ja   | Datei hochladen · Wikidata zu Oratorium Heilige Anna und Christophorus (Q3884420) | Oratorium Santi Anna e Cristoforo / Oratorio dei Santi Anna e Cristoforo KGS-Nr.: 05441 | A    | G   | Cugnasco, Chirögna 713292 / 115817     |              |
| ja   | Datei hochladen · Wikidata zu Oratorium San Martino (Q3671042)                    | Oratorium San Martino / Oratorio di San Martino KGS-Nr.: 05442                          | A    | G   | Cugnasco, Ditto 711928 / 116073        |              |
| BW   | Datei hochladen · Wikidata zu Trotte von Sciarana (Q29884216)                     | Trotte von Sciarana / Torchio di Sciarana KGS-Nr.: 05444                                | B    | G   | Cugnasco, Via Sciarana 714280 / 115101 |              |
| BW   | Datei hochladen · Wikidata zu Oratorium Madonna delle Grazie (Q29884214)          | Oratorium Madonna delle Grazie / Oratorio della Madonna delle Grazie KGS-Nr.: 05443     | B    | G   | Cugnasco, Via Locarno 714261 / 114837  |              |